# Siphocampylus dentatus
Siphocampylus dentatus är en klockväxtart som beskrevs av Henry Allan Gleason. Siphocampylus dentatus ingår i släktet Siphocampylus och familjen klockväxter.
Artens utbredningsområde är Colombia. Inga underarter finns listade i Catalogue of Life.